# Psephania moultoni
Psephania moultoni là một loài bọ cánh cứng trong họ Cerambycidae.